# Zdounky
Zdounky (in tedesco Zdounek) è un comune della Repubblica Ceca facente parte del distretto di Kroměříž, nella regione di Zlín.